# LOVE FLASH FEVER
『LOVE FLASH FEVER』（ラブ・フラッシュ・フィーバー）は、BLANKEY JET CITYの6枚目のスタジオ・アルバム。1997年6月18日にポリドールから発売された。

## 概要
前作「SKUNK」の途中からセルフプロデュースを始めたメンバーは本作で初めて全編セルフ・プロデュースを行った。
レコード会社を6年間在籍した東芝EMIからポリドールに移籍。発売時点で過去最高のセールスを記録。
浅井が髪を伸ばし、それまでのブランキーのイメージを覆した。

## ライブ音源
96年後期から97年にかけ全曲演奏されたが、公式ライブ音源としてリリースされているのは「PUDDING」と「ガソリンの揺れ方」のみである。

## アートワーク
初回限定盤のみ3Dジャケット仕様。プラケースがレンチキュラーの特別仕様で、ジャケット写真が変化する仕組みになっている。

## 収録曲
| 全作詞・作曲: 浅井健一、全編曲: BLANKEY JET CITY。 |                          |          |            |      |
| #                                                  | タイトル                 | 作詞     | 作曲・編曲 | 時間 |
| 1.                                                 | 「プラネタリウム」       | 浅井健一 | 浅井健一   | 3:58 |
| 2.                                                 | 「PUDDING」              | 浅井健一 | 浅井健一   | 3:21 |
| 3.                                                 | 「MICKEY DUCK」          | 浅井健一 | 浅井健一   | 4:00 |
| 4.                                                 | 「皆殺しのトランペット」 | 浅井健一 | 浅井健一   | 6:04 |
| 5.                                                 | 「感情」                 | 浅井健一 | 浅井健一   | 6:13 |
| 6.                                                 | 「SPAGHETTI HAIR」       | 浅井健一 | 浅井健一   | 2:37 |
| 7.                                                 | 「CANDY STORE」          | 浅井健一 | 浅井健一   | 5:10 |
| 8.                                                 | 「ガソリンの揺れ方」     | 浅井健一 | 浅井健一   | 4:12 |
| 9.                                                 | 「デニス ホッパー」      | 浅井健一 | 浅井健一   | 5:06 |
| 10.                                                | 「海を探す」             | 浅井健一 | 浅井健一   | 5:05 |
| 合計時間:                                          | 合計時間:                | 45:46    |            |      |

### 楽曲解説
1. プラネタリウム
  - 後のベスト・アルバム『Blankey Jet City 1997-2000』に収録。
2. PUDDING
3. MICKEY DUCK
4. 皆殺しのトランペット
5. 感情
6. SPAGHETTI HAIR
  - 後のベスト・アルバム『Blankey Jet City 1997-2000』に収録。
7. CANDY STORE
8. ガソリンの揺れ方
  - 8thシングル。
  - 後のベスト・アルバム『国境線上の蟻』『Blankey Jet City 1997-2000』に収録。
9. デニス ホッパー
  - 後のベスト・アルバム『Blankey Jet City 1997-2000』に収録。
10. 海を探す